# Neurosis
Neurosis sono un gruppo sludge/post metal statunitense, emerso da Oakland. Il loro sound, unico nel suo genere, rielabora influenze dall'hardcore punk, dal doom metal, dal dark ambient, dall'industrial e dalla musica tribale, così come incorpora di elementi di indie rock, folk e crust punk. Sono considerati tra i pionieri del proprio genere. Il critico Brian Russ li ha etichettati come "atmospheric hardcore".

## Storia
Verso la fine del 1985, Scott Kelly, Dave Edwardson e Jason Roeder (tutti ex componenti dei Violent Coercion) fondarono una band di hardcore gradualmente progredito attraverso una varietà di diversi stili musicali, arrivando a comporre una miscela tra heavy metal e musica acustica, e sonorità minimalistiche che si rivelarono influenti nella scena doom metal.
Anche se i Neurosis sono entrati a far parte dalla corrente hardcore punk, per via dei primi lavori che facevano parte di questo genere, la band ha costantemente evoluto il proprio sound arrivando poi ad un genere che può essere considerato come apocalyptic folk.
Il sound dei Neurosis ricorda a volte i lavori più sperimentali degli Swans e dei Pink Floyd. Ciò che resta maggiormente delle influenze hardcore punk nel loro stile è il modello vocale di Scott Kelly e Steve Von Till, anche se talvolta ricorrono all'utilizzo di  tecniche di canto classiche dell'heavy metal.
La loro costante evoluzione ha senza dubbio visto l'allontanamento e le critiche da parte dei loro fan originali, anche se ciò ha guadagnato consensi da critici e nuovi ascoltatori.
Dal 1990 al 1993, Adam G. Kendall è stato assunto per realizzare gli effetti visivi e suonare dal vivo con la band. In seguito alla sua dipartita dai tour, Pete Inc. occupò di questo ruolo, nonostante Kendall continuò a contribuire per gli effetti speciali dal vivo fino al 1997. Kendall girò anche delle scene per il video di Locust Star. Josh Graham si assunse al ruolo degli effetti visivi nel 2000, ed è ancora con la band attualmente, ed ha realizzato l'artwork per l'album del 2007 Given to the Rising e del 2004 The Eye of Every Storm.
Talvolta sperimentali e psichedelici, gli effetti visivi hanno contribuito ad una migliore reputazione dei Neurosis nelle performance dal vivo. La maggior parte degli effetti durante il tour di Through Silver in Blood possono anche essere ritrovati nel film Altered States. Gran parte dei loro DVD dal vivo sono ripresi da Josh Graham, e vi sono stati inseriti dei video aggiuntivi di Chad Rullman.
Inoltre, la band ha fondato una propria etichetta indipendente, la Neurot Recordings, che, oltre al materiale che viene pubblicato da Neurosis e dai progetti correlati, è divenuta in breve tempo un'etichetta che produce altri gruppi musicali.

## Formazione
- Steve Von Till - voce, chitarra (Tribes of Neurot, Culper Ring, Harvestman)
- Dave Edwardson - basso, sintetizzatori (Tribes of Neurot, The Enemies, Jesus Fucking Christ; in precedenza Violent Coercion)
- Noah Landis - organo, pianoforte, campionamenti (Tribes of Neurot, Blood and Time; in precedenza Christ on Parade)
- Jason Roeder - batteria (Tribes of Neurot; in precedenza Violent Coercion)
- Josh Graham - effetti visivi (Tribes of Neurot, ex-Red Sparowes, Battle of Mice, A Storm of Light, Blood and Time)

Ex Componenti:
Scott Kelly - voce, chitarra (Tribes of Neurot, Blood and Time; in precedenza nei Violent Coercion)

## Discografia[1]

### Album studio
- 1987 - Pain of Mind (Alchemy Records, 1994 Alternative Tentacles, 2000 Neurot Recordings)
- 1990 - The Word as Law (Lookout! Records, 2000 Neurot Recordings)
- 1992 - Souls at Zero (Alternative Tentacles, 1997 Play It Again Sam, 2000 Neurot Recordings)
- 1993 - Enemy of the Sun (Alternative Tentacles, 1997 Play It Again Sam, 2000 Neurot Recordings)
- 1996 - Through Silver in Blood (Relapse Records)
- 1999 - Times of Grace (Relapse Records)
- 2001 - A Sun that Never Sets (Relapse Records)
- 2003 - Neurosis & Jarboe con Jarboe (Neurot Recordings)
- 2004 - The Eye of Every Storm (Neurot Recordings/Relapse Records)
- 2007 - Given to the Rising (Neurot Recordings)
- 2012 - Honor Found in Decay (Neurot Recordings)
- 2016 - Fires Within Fires (Neurot Recordings)

### 7" singles/EPs
- 1986 - Black 7" (bootleg)
- 1989 - Aberration 7" (Lookout Records)
- 1990 - Empty 7" (Allied Records)
- 1996 - Locust Star MCD (Relapse Records)
- 1999 - The Doorway/Threshold 7" (Relapse Records)
- 1999 - In These Black Days (Split w/ Soilent Green) 7" (Hydrahead Records)
- 2000 - Sovereign MCD (Neurot Recordings)

### Bootleg ufficiali
- 2002 - Live in Lyon (Neurot Recordings)
- 2003 - Live in Stockholm (Neurot Recordings)

## Videografia
- 2002 - A Sun that Never Sets (Relapse Records, Neurot Recordings)

## Side project
- Neurosis & Jarboe
- Tribes of Neurot
- Blood and Time
- Culper Ring
- Red Sparowes
- A Storm of Light
- Harvestman.
- Violent Coercion